# Wingate H. Lucas

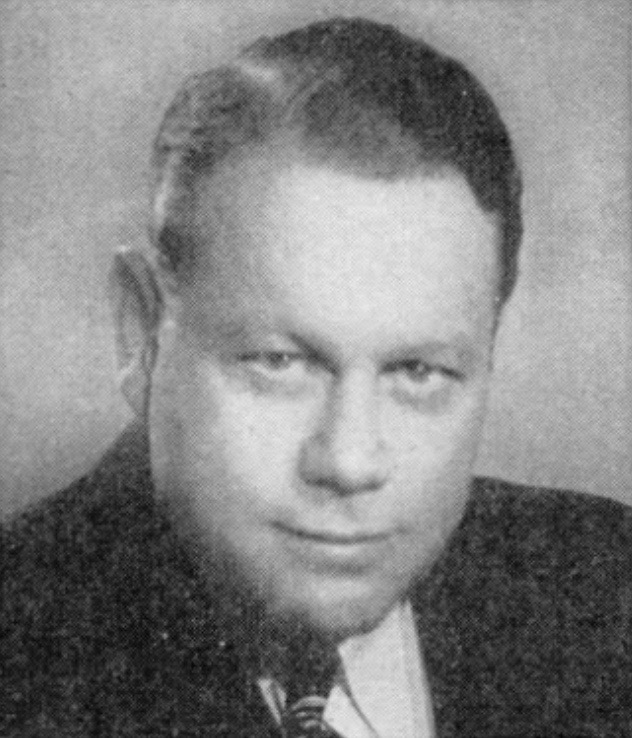
Wingate H. Lucas, 1953

Wingate Hezekiah Lucas (* 1. Mai 1908 in Grapevine, Texas; † 26. Mai 1989 in Bristol, Tennessee) war ein US-amerikanischer Politiker. Zwischen 1947 und 1955 vertrat er den Bundesstaat Texas im US-Repräsentantenhaus.

## Werdegang
Wingate Lucas besuchte die öffentlichen Schulen seiner Heimat und dann das North Texas Teachers College in Denton. Anschließend setzte er seine Ausbildung am Oklahoma Agricultural and Mechanical College in Stillwater fort. Nach einem anschließenden Jurastudium an der University of Texas in Austin und seiner 1938 erfolgten Zulassung als Rechtsanwalt begann er in Grapevine in diesem Beruf zu arbeiten. Während des Zweiten Weltkrieges diente er zwischen 1943 und 1945 in der US Army. Dabei war er in Europa eingesetzt. Nach dem Krieg setzte er seine Anwaltstätigkeit fort. Gleichzeitig schlug er als Mitglied der Demokratischen Partei eine politische Laufbahn ein.
Bei den Kongresswahlen des Jahres 1946 wurde Lucas im zwölften Wahlbezirk von Texas in das US-Repräsentantenhaus in Washington, D.C. gewählt, wo er am 3. Januar 1947 die Nachfolge von Fritz G. Lanham antrat. Nach drei Wiederwahlen konnte er bis zum 3. Januar 1955 vier Legislaturperioden im Kongress absolvieren. Diese waren von den Ereignissen des Kalten Krieges und des Koreakrieges geprägt. Innenpolitisch dominierte die Bürgerrechtsbewegung das politische Geschehen.
Im Jahr 1954 wurde Lucas von seiner Partei nicht mehr zur Wiederwahl nominiert. Nach dem Ende seiner Zeit im US-Repräsentantenhaus praktizierte Lucas wieder als Anwalt. Zwischen 1958 und 1966 arbeitete er für die Firma General Electric in New York City. Danach war er zwischen 1966 und 1986 geschäftsführender Direktor des Mid-Appalachia College Council. Er starb am 26. Mai 1989 in Bristol.